# Herreriopsis
Herreriopsis là một chi thực vật có hoa trong họ Asparagaceae.